# Иљушин Ил-2
Иљушин Ил-2 Штурмовик (НАТО назив Bark) је био јуришни бомбардер и један од најзначајнијих совјетских борбених авиона, из времена Другог светског рата. У комбинацији са својим наследником (Иљушин Ил-10), произведено их је 36 163 примерака. Припада авионима који су произведени у највећем броју примерака у светској историји ваздухопловства. Сматра се да је најбољи јуришни бомбардер у току Другог светског рата и да је међу три авиона у свету на коме је обучено највише пилота. Авион је са највише надимака као што су: „грбавац“, „летећи тенк“, „летећи пешак“, „оклопник“, „убица тенкова“, „касапин“, „црна смрт“, „гвоздени Густав“, „бетон бомбардер“ и „летећи трактор“, надимке су му углавном давали непријатељски војници и пилоти. Авион Иљушин Ил-2 Штурмовик (у преводу Олујна птица), добро је пројектован у условима оскудне технологије, у односу на престижну на западу. Показао се као веома ефикасан у извршавању борбених задатака, у оквиру своје намене.

## Пројектовање и развој
Идеју за совјетски оклопни авион имао је 1930. године Д. П. Григорович конструишући оклопне двокрилце ТСХ-1 и ТСХ-2. Међутим за овако тешке авионе Совјети нису имали адекватно снажан мотор који би обезбедио авиону потребне перформансе. Доктрина "Блицкрига“ натерала је Совјете да се ухвате у коштац са овим проблемом и створе авион који ће бити у стању да ефикасно заустави тенковску најезду на фронту. У Централном Конструкционом Бироу пројектантски тим конструктора авиона С. В. Иљушин-а је 1938. године пројектовао оклопљени двоседи авион ТсКБ-55 који је имао оклопљене посаду, мотор, хладњаке за воду и уље и резервоаре за гориво. Тежина оклопа је била 700 kg а тежина комплетног празног авиона 4 700 kg што износи скоро 15% тежине авиона. Да би што више смањио укупну тежину авиона конструктор је предвидео да оклоп буде истовремено и носећа структура авиона. Прототип ТсКБ-55 је на испитивањима победио своје конкуренте и усвојен за даље усавршавање. ТсКБ-55 је био претежак за мотор Микулин ПМ-35 снаге 1 022 kW (1 370 KS) па је из тог разлога репројектован прототип у ТсКБ-57 као једносед са снажнијим мотором Микулин ПМ-38 снаге 1 254 kW (1 680 KS). Овај прототип је полетео 12. октобар 1940. године а за производњу одобрен у марту 1941. Први авиони су стигли у оперативне јединице маја месеца 1941. године са именом Иљушин Ил-2. До почетка рата 22. јуни 1941. године оперативним јединицама је испоручено свега око 250 ових авиона.

### Технички опис
Иљушин Ил-2 је једномоторни, трокраким металним пропелером погоњен, нискокрилни једнокрилац, мешовите конструкције са посадом од једног (касније два члана) специјално пројектован као јуришни бомбардер. Најзначајнија конструктивна карактеристика овог авиона је што је оклоп саставни део носеће структуре авиона, који обухвата носни и средишњи део авиона. Направљен је од челичних плоча (челик АБ-1 или АБ-2) међусобно спојене закивцима. У овај оклопљени део смештени су: мотор авиона, кокпит, хладњаци за воду и уље и резервоари за гориво тј. најрањивији део авионског постројења. За овај оклопљени део трупа прикачена су крила и репни део трупа који су били направљени од дрвета (дрвена носећа конструкција обложена лепенком). Мора се имати у виду да тада Совјети нису имали довољно алуминијума за градњу авиона па је дрво било изнуђено решење.

### Производња Иљушин-а Ил-2
Производња наоружања а нарочито авиона је била пропраћена великим проблемима. Фабрике авиона су биле углавном лоциране у близини Москве и западном делу Совјетског Савеза услед брзог напредовања Немаца било је неопходно дислоцирати постојеће фабрике у Уралску област и наставити производњу преко потребних авиона. Фабрике које су производила Ил-2 пресељене су за непуна два месеца али технологија производње авиона од дрвета има великих ограничења, сушење, обрада, лепљење и импрегнација дрвета су поступци који дуго трају и веома је тешко постићи масовност у производњи. Насупрот томе производња Ил-2 а и осталих авиона је расла из дана у дан из месеца у месец. Када је захваљујући америчкој помоћи постао доступан алуминијум и дуралуминијум масовност производње је постала таква да је било могуће надокнадити све губитке и постићи превласт у ваздушном простору.
У току производње и коришћења авиона Иљушин Ил-2 вршене су измене проузроковане, како оперативно тактичким тако и технолошким захтевима. Авион се производио око 7 а оперативно користио 14 година. Производња по фабрикама је приказана у следећој табели:
| Фабрике             | 1941 | 1942 | 1943 | 1944 | 1945 |
| № 1 Самара (рус. )  | 5    | 2991 | 4257 | 3719 | 957  |
| № 18 Самара (рус. ) | 1510 | 3942 | 4702 | 4014 | 931  |
| № 30 Москва         | -    | 1053 | 2234 | 3377 | 2201 |
| № 381 Ленинград     | 27   | 243  | -    | -    | -    |

### Варијанте авиона Ил-2
За време производње настало је, не рачунајући у то прототипове, преко 12 различитих верзија. Познате варијанте Иљушин-а Ил-2 су:
- Ил-2 једносед - Јуришни бомбардер једносед мотор ПД Микулин АМ-38
- Ил-2 двосед - Јуришни бомбардер двосед мотор ПД Микулин АМ-38
- Ил-2 АМ-38Ф - Јуришни бомбардер двосед мотор ПД Микулин АМ-38Ф
- Ил-2 КСС - Јуришни бомбардер двосед са појачаним мотором ПД Микулин АМ-38Ф
- Ил-2 М-82 - Јуришни бомбардер двосед мотор ПД М-82 (радијални мотор са ваздушним хлађењем)
- Ил-2 ШФК-37 - Јуришни бомбардер против тенковски додатно наоружање
- Ил-2 НА-37 - Јуришни бомбардер против тенковски топови 37
- Ил-2 НА-45 - Јуришни бомбардер против тенковски топови 45
- Ил-2 И - Тешки ловац
- Ил-2 КР - Извиђач осматрач
- Ил-2 Т - Торпедни
- Ил-2 У - Школско - тренажни

|                                                   |                                                        |
| Силуета авиона, једноседа Ил-2, у три пројекције. | Силуета побољшане варијанте Ил-2М3, двосед са стрелцем |
|                                                   | у две пројекције.                                      |

### Наоружање Иљушин-а Ил-2
Авион Иљушин Ил-2 је био моћно наоружан. Имао је са предње стране по два аутоматска топа од 20mm, 23mm, 37mm или 45mm у зависности од типа авиона, сви типови Ил-2 су имали по два митраљеза 7,62mm, неки типови (двоседи) у задњој свери су имали један тешки митраљез 12,7mm. Број патрона је зависио од калибра и типа авиона. Од ракетног наоружања су имали ненавођене ракете подвешане испод крила и то: 8 ракета РО-82mm или 4 ракете РО-132mm. У зависности од типа авиони Иљушин Ил-2 су могли да понесу од 200 до 600 kg разних бомби.

## Оперативно коришћење
Авион Иљушин Ил-2 је коришћен од самог почетка ратних операција. Почетни резултати су били погубни, у прва три дана од непријатељских активности оборено је 10 Ил-2 а од осталих (несналажење у новонасталој ситуацији) је изгубљено 19 авиона и погинуло 20 пилота. Узроци су били следећи: пилоти нису имали довољно сати налета на овим авионима а о гађању, тактици да и не говоримо. Исто то је било и са службама које су се на аеродромима бринуле о опслуживању авиона.
Временом се то променило прво се у институту детаљно разрадила тактика заснована на карактеристикама авиона и непријатељских тенкова прецизирала слаба места и утврдила на који начи и којим расположивим наоружањем се могу постићи најповољнији резултати. Пилоти су већ у пилотским школама детаљно упознати са тактиком, увежбали је и на бојном пољу примењивали, четири пилота ових авиона су били троструку хероји Совјетског Савеза, четворица су била двоструки хероји а један пилот једноструку херој. Авион се одликовао великом поузданошћу и жилавошћу. Летео је готово у свим условима који владају у тој великој земљи од сурових зима до жарких лета. Пошто је летео ниско, великом брзином а био добро оклопљен имао је веома мали број непријатеља, на калибре од 5 до 12mm је био неосетљив а топове великог калибра од 76mm или чувена „осамдесетосмица“ 88mm, која је била страх и трепет за савезничке бомбардере, није било могуће применити за обарање овог авиона због краткоће времена од уочавања циља до опаљења. Једини непријатељи су му били укопани аутоматски противавионски топови калибра 37 или 40mm. Жилавост ових авиона доказује податак да је на једном од њих после борбене мисије избројано преко 600 директних погодака. Ови авиони су допринели великим победама у борби против фашизма у Стаљинградској бици, бици код Курска па све до Берлина. Овај авион је направљен у 36.163 примерака, коришћен је у 6 земаља, најдуже је коришћен у Југославији где су дотрајале дрвене структуре ових авиона 1948 и 1949. године замењене металним (у земунској фабрици Икарус) тако да је век авиона продужен до 1954. године. Да их нису потиснули млазни авиони трајали би вероватно још и дуже. Данас постоје пет музејска примерка ових авиона у Београду, Москви, Варшави, Норвешкој и у Крумову (Бугарска).

## Карактеристике
Приказане карактеристике се односе на варијанту Ил-2М3:
Техничке карактеристике
- Посада: 2
- дужина: 11,6
- Размах крила: 14,6
- Висина: 4,2
- Површина крила: 38,5 m²
- Маса празног: 4 360
- Маса оптерећеног: 6 160
- Масса максимальная взлётная: 6 380
- Маса оклопа: 990
- Мотор:: 1× V са воденим хлађењем 12-цилиндрични АМ-38Ф
- Снага 1× 1285

Летне карактеристике
- Максимална брзина: 414 km/h
  - на висини 1 220 m: 404 km/h
  - при земљи: 386
- Долет: 720
- Стаза полетања: 335 m (са 400 kg бомби)
- успон: 10,4
- Практични плафон: 5500
- Специфично оптерећење крила: 160 kg/m²
- Однос снага / маса: 0,21 kW/kg

 Наоружање
- топови / митраљези:
  - 2× 23  топови ВЈА-23 ВЯ-23 по 150 граната по топу
  - 2× 7,62 mm митраљези ШКАС по 750 метака по једном митраљезу
  - 1× 12,7 mm одбрамбени митраљез УБТ у задњој кабини, 150 метака
- Борбени терети:
  - до 600 kg бомби
  - 4× РС-82 или РС-132 (невођене ракете)[8]

| Карактеристике варијанти авиона Ил-2 |                                                        |                                                      |                                                                  |                                                                  |                                                                  |                                                                  |                     |
|                                      | Ил-2 (ЦКБ-55П)                                         | Ил-2                                                 | Ил-2 (1942)                                                      | Ил-2 КСС (Ил-2М3)                                                | Ил-2 (1944)                                                      | Ил-2 НС-37                                                       |                     |
| Техничке карактеристике              |                                                        |                                                      |                                                                  |                                                                  |                                                                  |                                                                  |                     |
| Посада                               | 1 (пилот)                                              | 1 (пилот)                                            | 2 (пилот и стрелац)                                              | 2 (пилот и стрелац)                                              | 2 (пилот и стрелац)                                              | 2 (пилот и стрелац)                                              | 2 (пилот и стрелац) |
| Дужина,                              | 11,6                                                   | 11,6                                                 | 11,6                                                             | 11,6                                                             | 11,6                                                             | 11,6                                                             |                     |
| Размах крила,                        | 14,6                                                   | 14,6                                                 | 14,6                                                             | 14,6                                                             | 14,6                                                             | 14,6                                                             |                     |
| Висина,                              | 4,17                                                   | 4,17                                                 | 4,17                                                             | 4,17                                                             | 4,17                                                             | 4,17                                                             |                     |
| Површина крила,                      | 38,5                                                   | 38,5                                                 | 38,5                                                             | 38,5                                                             | 38,5                                                             | 38,5                                                             |                     |
| Маса празног,                        | 3 990                                                  | 4 261                                                | 4 525                                                            | 4 360                                                            | 4 525                                                            | 4 625                                                            |                     |
| Маса оптерећеног,                    | 5 310                                                  | 5 788                                                | 6 060                                                            | 6 160                                                            | 6 360                                                            | 6 160                                                            |                     |
| Маса спољних терета,                 | 1 320                                                  | 1 527                                                | 1 535                                                            | 1 800                                                            | 1 835                                                            | 1 535                                                            |                     |
| Маса горива,                         | 470                                                    | 535                                                  | 535                                                              | 535                                                              | 535                                                              | 535                                                              |                     |
| мотор                                | 1× АМ-38                                               | 1× АМ-38                                             | 1× АМ-38                                                         | 1× АМ-38Ф                                                        | 1× АМ-38Ф                                                        | 1× АМ-38Ф                                                        |                     |
| Снага,                               | 1× 1 242                                               | 1× 1 242                                             | 1× 1 242                                                         | 1× 1 283                                                         | 1× 1 283                                                         | 1× 1 283                                                         |                     |
| Летне карактеристике                 |                                                        |                                                      |                                                                  |                                                                  |                                                                  |                                                                  |                     |
| Максимална брзина на висини, /       | 433 / 0 450 / 2 460                                    | 396 / 0 426 / 2 500                                  | 370 / 0 411 / 1 200                                              | 403 / 0 414 / 1 000                                              | 390 / 0 410 / 1 500                                              | 391 / 0 405 / 1 200                                              |                     |
| Брзина слетања,                      | 140                                                    | 140                                                  | 145                                                              | 145                                                              | 145                                                              | 136                                                              |                     |
| Практични долет,                     | 638                                                    | 740                                                  | 685                                                              | 720                                                              | 765                                                              | 685                                                              |                     |
| Практични плафон,                    | 7 800                                                  | 6 200                                                | 6 000                                                            | 5 500                                                            | 6 000                                                            | 6 000                                                            |                     |
| Брзина пењања,                       | 10,4                                                   | н/д                                                  | 6,95                                                             | 10,4                                                             | 8,3                                                              | 7,58                                                             |                     |
| Време успона,                        | 1 000 / 1,6 5 000 / 9,2                                | 1 000 / 2,2 3 000 / 7,4 5 000 / 14,7                 | 1 000 / 2,4 3 000 / 7,8 5 000 / 17,8                             | 5 000 / 20,0                                                     | 5 000 / 15,0                                                     | 1 000 / 2,2 3 000 / 7,0 5 000 / 15,5                             |                     |
| Стаза полетања,                      | 450                                                    | 420                                                  | 400                                                              | н/д                                                              | 395                                                              | 370                                                              |                     |
| Стаза слетања,                       | 400                                                    | 400                                                  | 500                                                              | н/д                                                              | 535                                                              | 500                                                              |                     |
| Специфично оптерећење крила, /       | 138                                                    | 150                                                  | 157                                                              | 160                                                              | 165                                                              | 160                                                              |                     |
| Однос снага / маса, W/               | 230                                                    | 210                                                  | 204                                                              | 204                                                              | 204                                                              | 204                                                              |                     |
| Наоружање                            |                                                        |                                                      |                                                                  |                                                                  |                                                                  |                                                                  |                     |
| Топови / митраљези                   | 2× 20 мм ШВАК по 210 гран. 2× 7,62 мм ШКАС по 750 мет. | 2× 23 мм ВЯ по 150 гран. 2× 7,62 мм ШКАС по 750 мет. | 2× 23 мм ВЯ по 150 гран. 2× 7,62 мм ШКАС по 750 мет. 1× 12,7 УБТ | 2× 23 мм ВЯ по 150 гран. 2× 7,62 мм ШКАС по 750 мет. 1× 12,7 УБТ | 2× 23 мм ВЯ по 150 гран. 2× 7,62 мм ШКАС по 750 мет. 1× 12,7 УБТ | 2 × 37 мм НС по 50 гран. 2× 7,62 мм ШКАС по 750 мет. 1× 12,7 УБТ |                     |
| Ракете                               | 8 × РС-82 или РС-132                                   | 8 × РС-82 или РС-132                                 | 4 × РС-82 или РС-132                                             | 4 × РС-82 или РС-132                                             | 4 × РС-82 или РС-132                                             | не                                                               |                     |
| Бомбе                                | 400—600 бомби                                          | 400—600 бомби                                        | 400—600 бомби                                                    | 400—600 бомби                                                    | 400—600 бомби                                                    | 100—200 бомби                                                    |                     |

## Корисници
- СССР-Совјетски Савез
- Југославија-ФНРЈ/СФРЈ
- Бугарска
- Пољска
- Чехословачка
- Монголија